# Expédition scientifique de Morée

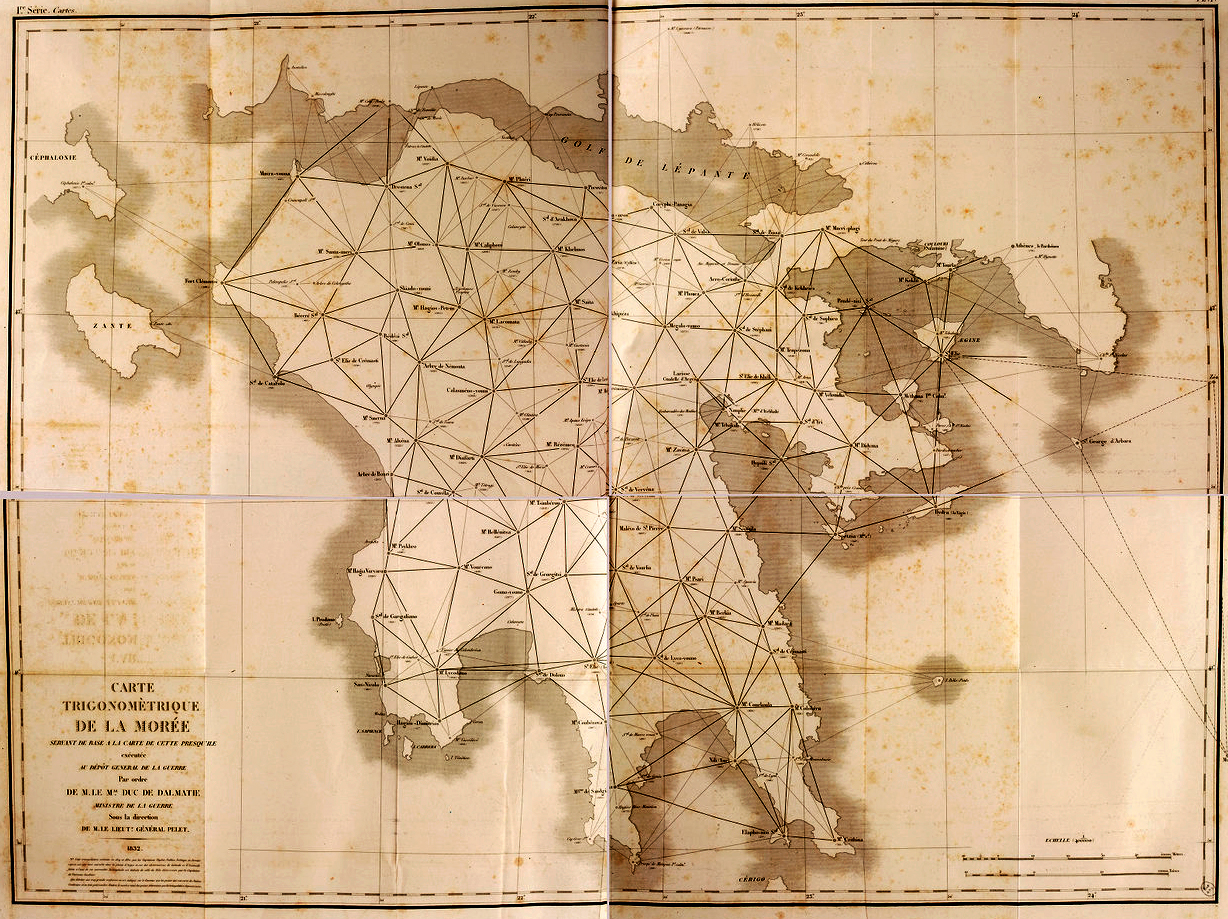
Carta trigonometrica della Morea (1832)

## Contesto intellettuale
Fu la filosofia dell'illuminismo a sviluppare l'interesse dell'Europa occidentale per la Grecia, o meglio, per una antica Grecia idealizzata. Si riteneva che le idee di Natura e di Ragione, così importati per i Lumi fossero state i valori primordiali dell'Atene classica. Le antiche democrazie greche, e soprattutto Atene, divennero modelli da imitare. Vi si andò quindi per trovare delle risposte ai problemi politici e filosofici del tempo. Opere come quella di Choiseul Gouffier (Voyage pittoresque de la Grèce, pubblicato a partire dal 1778), o quella dell'abate Barthélemy (Voyage du Jeune Anacharsis, pubblicato nel 1788), servirono a fissare definitivamente l'immagine che l'Europa aveva dell'Egeo.
Le teorie e il metodo d'interpretazione dell'arte antica di Johann Joachim Winckelmann decisero così il gusto europeo per decenni. La sua opera maggiore, Storia dell'arte nell'antichità, fu pubblicata nel 1763 e tradotta in francese nel 1766. In quest'opera egli periodizzò per primo l'arte antica, classificando le opere per categorie cronologiche e stilistiche. Le teorie di Winckelmann sull'arte abbracciavano l'insieme della civiltà, poiché egli faceva un parallelo tra livello di sviluppo generale di quest'ultima ed evoluzione dell'arte - come si leggeva all'epoca la vita di una civiltà, cioè in sequenza di progresso, apogeo e decadenza. Winckelmann aveva classificato l'arte greca come culmine dell'arte, periodizzandola in Antico (periodo arcaico), Sublime (Fidia), Bello (Prassitele) e Decadente (periodo romano), e ritenendo che le opere più belle dell'arte greca fossero state prodotte in circostanze geografiche, politiche e religiose ideali. 
Questa concezione dominò a lungo la vita intellettuale in Europa: le teorie di Winckelmann sull'evoluzione dell'arte culminante nell'arte greca, nel suo periodo Sublime concepito come un periodo di completa libertà politica e religiosa parteciparono all'idealizzazione della Grecia antica e aumentarono il desiderio di visitare la terra greca. L'Europa del XVIII secolo si convinse che la vita nell'antica Grecia fosse pura, semplice e morale, e che la Grecia classica fosse la fonte da cui gli artisti dovevano attingere ideali di «nobile semplicità e calma grandezza». 
La Grecia divenne così la «patria delle arti» e «l'educatrice del gusto», e lo stile antico ispirò, a partire dagli anni 1770, le arti decorative e l'architettura, sicché molti monumenti, come ad esempio quelli costruiti dall'architetto francese Claude-Nicolas Ledoux, hanno l'aspetto di un edificio greco dell'"età dell'oro".
Le spedizioni a carattere semi-scientifico commissionate e finanziate dalla Society of Dilettanti, primi movimenti di riscoperta della Grecia antica, divennero il riferimento. La prima spedizione, quella di Stuart e Revett ad Atene e nelle isole, aveva avuto luogo nel 1751-1753; quella di Revett, Richard Chandler e William Pars in Asia Minore si svolse tra il 1764 e il 1766. Il modello rimase valido a lungo ed era ancora vitale al momento della spedizione di Morea. I lavori della sezione antichistica della spedizione di Morea furono quindi organizzati sul modello di quelli di James Stuart e Nicholas Revett, che avrebbero dovuto completare. 
Come al tempo della napoleonica campagna d'Egitto, anche nella Campagna di Morea l'Armée française fu accompagnata da una commissione di scienziati e studiosi, la Expédition scientifique de Morée (Spedizione scientifica di Morea), che contribuì enormemente al rafforzamento e miglioramento delle conoscenze scientifico-culturali europee sulla geografia e l'archeologia greca.

## Istituzione della missione scientifica

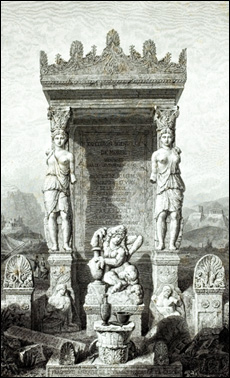
Frontespizio dell'opera di Abel Blouet L'Expédition de Morée, 1831.

Dopo gli scavi e le ricerche condotti in Grecia prima della Rivoluzione dal conte Choiseul-Guffier, a titolo privato ma con l'appoggio ufficioso del governo francese, la spedizione di Morea fu la seconda delle grandi spedizioni militar-scientifiche sviluppate dai governi francesi nella prima metà dell'Ottocento.
La prima era stata quella condotta durante la Campagna d'Egitto a partire dal 1798 dalla Commission des sciences et des arts sotto l'egida del Ministero degli Esteri; questa in Grecia avvenne sotto l'egida del Ministero degli Interni, mentre la terza, condotta in Algeria dal 1839, fu patrocinata dal Ministero della Guerra. 
Le grandi istituzioni scientifiche reclutavano gli specialisti (sia civili che militari) e stabilivano i loro obiettivi, ma il lavoro sul terreno si svolgeva in rapporto stretto con l'esercito.
La spedizione napoleonica in Egitto e le pubblicazioni che quella Commissione aveva prodotto si era affermata come modello di ricerca. Sulla scia, ed essendo la Grecia l'altra grande regione "antica" considerata all'origine della civiltà occidentale (che era uno degli argomenti più cari ai filelleni di gran moda all'epoca), si decise, come ricordava Abel Blouet nella sua Expédition scientifique de Morée, di "approfittare della presenza dei nostri soldati che occupavano la Morea per inviarvi una commissione scientifica, che non pretendeva di eguagliare quella napoleonica, ma ebbe tuttavia risultati significativi nel campo letterario e in quello scientifico".
Jean-Baptiste Gaye, ministro degli Interni di Carlo X, incaricò sei illustri accademici 
dell'Institut di costituire la Commissione scientifica ; questi fissarono gli itinerari e gli obiettivi scientifici della missione e il 9 dicembre 1828 nominarono direttore Jean-Baptiste Bory de Saint-Vincent. La spedizione, composta da 19 scienziati,  partì il 19 febbraio 1829 dal porto militare di Tolone, con Bory de Saint-Vincent capo della sezione Scienze fisiche, Léon Jean Joseph Dubois della sezione Archeologia, e Abel Blouet capo della sezione architettura e scultura.

## La sezione di archeologia
Questa sezione, afferente all'Académie des inscriptions et belles-lettres era composta dagli archeologi Léon Jean Joseph Dubois (direttore), Charles Lenormant (direttore aggiunto), dallo storico Edgar Quinet e dai pittori Eugène-Emmanuel Amaury-Duval e Pierre Félix Trezel. Li accompagnava lo scrittore e linguista greco M. Schinas.
Scopo della missione era individuare 80 siti antichi (in Acaia, Arcadia, Elide e Messenia) sulla base della letteratura antica, seguendo l'itinerario di Pausania il Periegeta. I siti dovevano essere posizionati con precisione mediante triangolazione, poi, con l'aiuto della sezione di architettura, se ne dovevano tracciare le piante (generali e per singolo edificio), disegnare e modellare costruzioni e decorazioni, aprire scavi per portare alla luce edifici e reperti. Al percorso erano stati aggiunti monasteri bizantini dove i ricercatori avrebbero dovuto tentare di acquistare dei manoscritti.
Questa sezione non riuscì però a realizzare l'enorme programma che le era stato assegnato, sia per ragioni sanitarie (malattie e febbri), sia per i malintesi tra i suoi membri: Lenormant, ad esempio, appena rientrato dalla spedizione in Egitto con Jean-François Champollion non intendeva essere agli ordini di Dubois, e quindi fece il viaggio da solo, da dilettante; Quinet, intenzionato a pubblicare per conto proprio, comunicò a Dubois di non contare su di lui, poiché stava per partire - anche lui - da solo; visitò in aprile il Pireo, poi Atene, poi in maggio le Cicladi, e in giugno, ammalatosi, rientrò in Francia.
Lo scultore e grecista lionese Jean-Baptiste Vietty, mal sopportando anch'egli il proprio ruolo subalterno nella spedizione, se ne separò percorrendo da solo il Peloponneso e trattenendosi  in Grecia fino all'agosto 1831 (la scadenza della spedizione era al dicembre 1829).
I risultati della Sezione non furono  mai pubblicati. Il principale prodotto della sezione di archeologia si deve alla sezione di architettura e scultura, alla quale si aggregarono i membri superstiti della sezione archeologica.

## La sezione di architettura e scultura
A capo della Sezione di architettura e scultura fu messo Abel Blouet. L'Académie des Beaux-arts gli affiancò l'archeologo Amable Ravoisié e i pittori Frédéric de Gournay e Pierre Achille Poirot; dopo la dispersione della Sezione archeologica li raggiunsero i pittori Trézel e Amaury-Duval.
Il responsabile della Sezione, Huyot, aveva dato istruzioni molto precise: Forte della sua esperinza in Italia, in Grecia, in Egitto e in Medio Oriente e su suggerimento degli ingegneri, aveva chiesto di tenere dei veri e propri diari di scavo, dove annotare i dettagli rilevati grazie all'orologio e alla bussola, elaborare una mappa dello spazio percorso e descrivere la configurazione del terreno.

### Itinerari

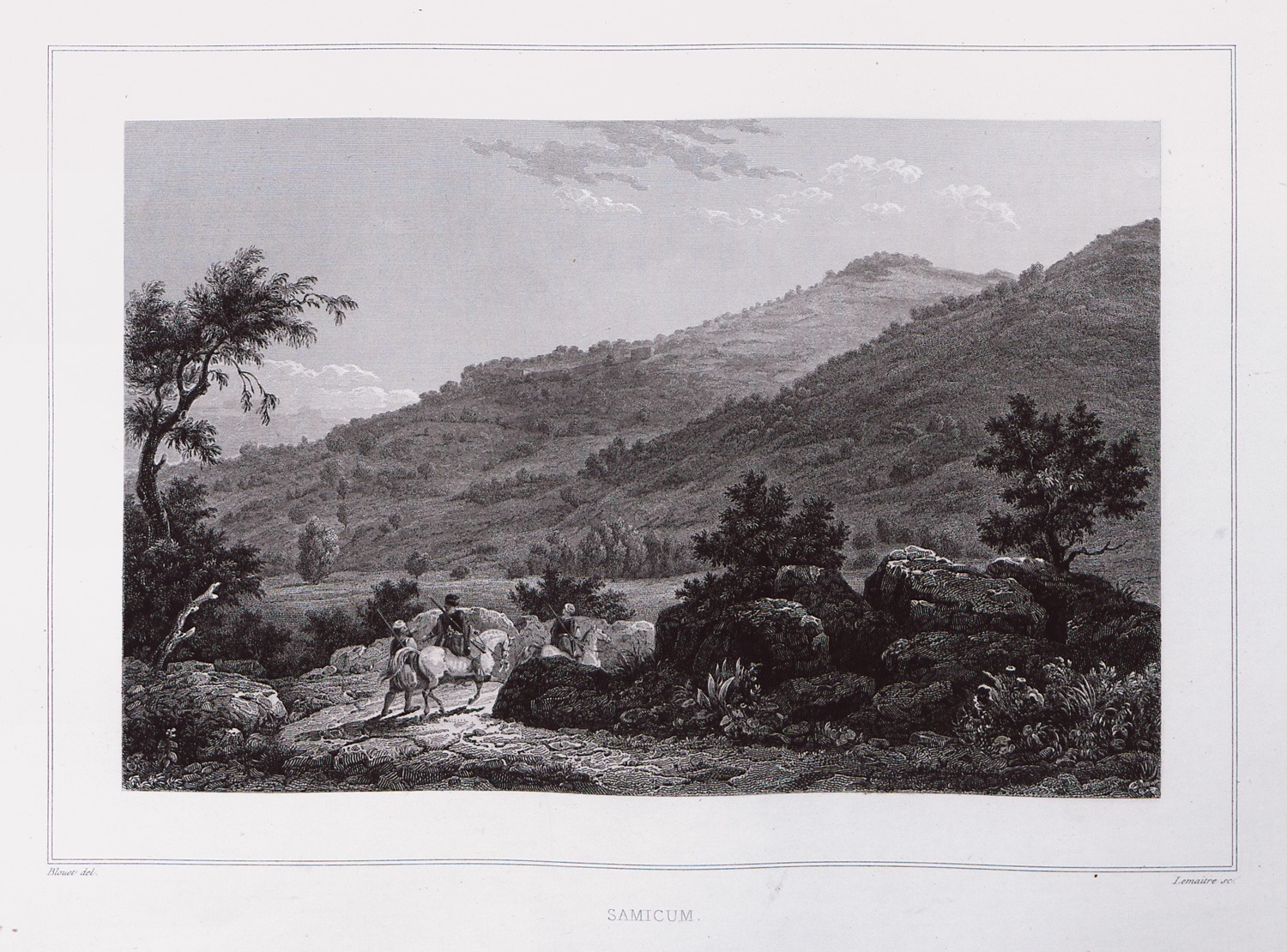
Blouet, soldati e pastori dal vol. 4 della Expédition scientifique de Morée, ecc.

La pubblicazione dei lavori archeologici e artistici seguì lo stesso schema di pubblicazione della Sezione Scienze fisiche: un itinerario con descrizioni delle strade percorse, dei monumenti notevoli incontrati lungo queste strade e dei siti di destinazione. Così il primo volume della Expedition scientifique de Morée, Architecture, Sculptures, Inscriptions et Vues du Péloponèse, des Cyclades et de l'Attique descrive alle pagine 1-7 Navarino con sei pagine di tavole (fontane, chiese, fortezza di Navarino e Palazzo di Nestore); poi alle pagine 9-10 l'itinerario Navarino-Modone è dettagliato con 4 pagine di tavole (chiesa in rovina e suoi affreschi, ma anche paesaggi bucolici che ricordano la prossimità della leggendaria Arcadia), e infine 3 pagine su Modone con 4 pagine di tavole. 
La spedizione archeologica esplora e descrive:
- Navarino (Pilo), Modone, Corone, Messene e Olimpia (oggetto del primo volume della pubblicazione);
- il Tempio di Apollo Epicurio, Megalopoli, Sparta, Mantinea, Argo, Micene, Tirinto e Nauplia (oggetto del secondo volume);
- le Cicladi (Syros, Ceo, Mykonos, Delo, Naxos, e Milos), il Capo Sunio, Egina, Epidauro, Trezene, Nemea, Corinto, Sicione, Patrasso, Elea, Calamata, la Maina, il Capo Tenaro, Monemvasia, Atene, Salamina ed Eleusi (oggetto del terzo volume).

### Modalità di esplorazione e identificazione dell'antica Pylos
L'esplorazione artistica ed archeologica del Peloponneso si svolse secondo le modalità dell'epoca. La prima tappa era sempre un tentativo di verifica in loco dei testi degli autori antichi (Omero, Pausania il Periegeta, Strabone) alla maniera di Erodoto. Allo stesso modo riconobbe un po' più lontano, nella città di 

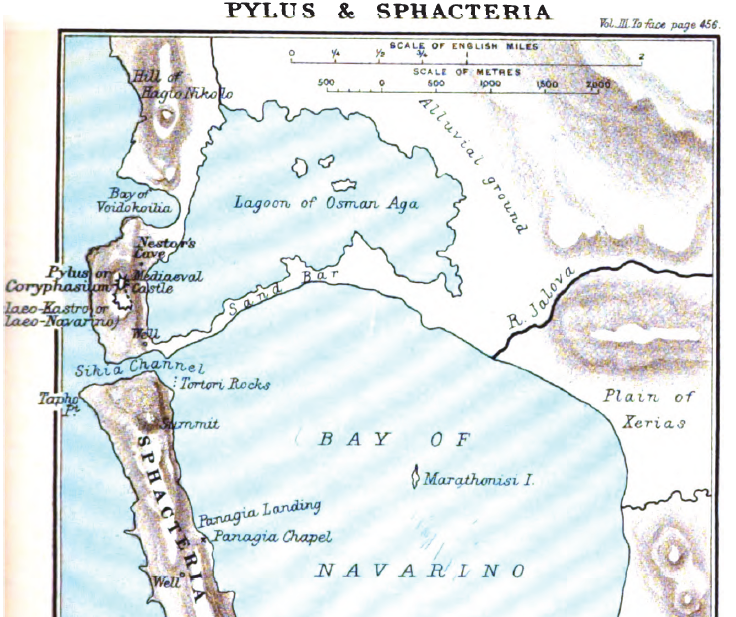
la baia di Navarino e Paleocastro (1898)

Così, la posizione della città del re omerico Nestore, la celebre Pilo, fu determinata per la prima volta presso Navarino (in località Paleocastro, Navarino vecchio o Zonchio) a partire dagli aggettivi "inaccessibile" e "sabbiosa" (ἠμαθόεις) usati nell'Iliade e nell'Odissea
.
Blouet annotò: "Queste costruzioni elleniche, che nessun viaggiatore moderno aveva ancora mai menzionato, e che io avevo già notato in un viaggio precedente, furono per noi una scoperta importante, che ci incoraggiò a pensare che quella che vedevamo era la Pilo di Messenia." Allo stesso modo riconobbe un po' più lontano nella città di Modone, i resti antichi della Pedaso peloponnesiaca citata da Omero.

### Primi scavi dell'antica Messene
Esplorati Navarino, Modone e Corone, la spedizione raggiunse la città antica di Messene, alle pendici del monte Itome, trascorrendovi il mese di aprile del 1829, primi archeologi ad effettuare scavi scientifici nel sito. 

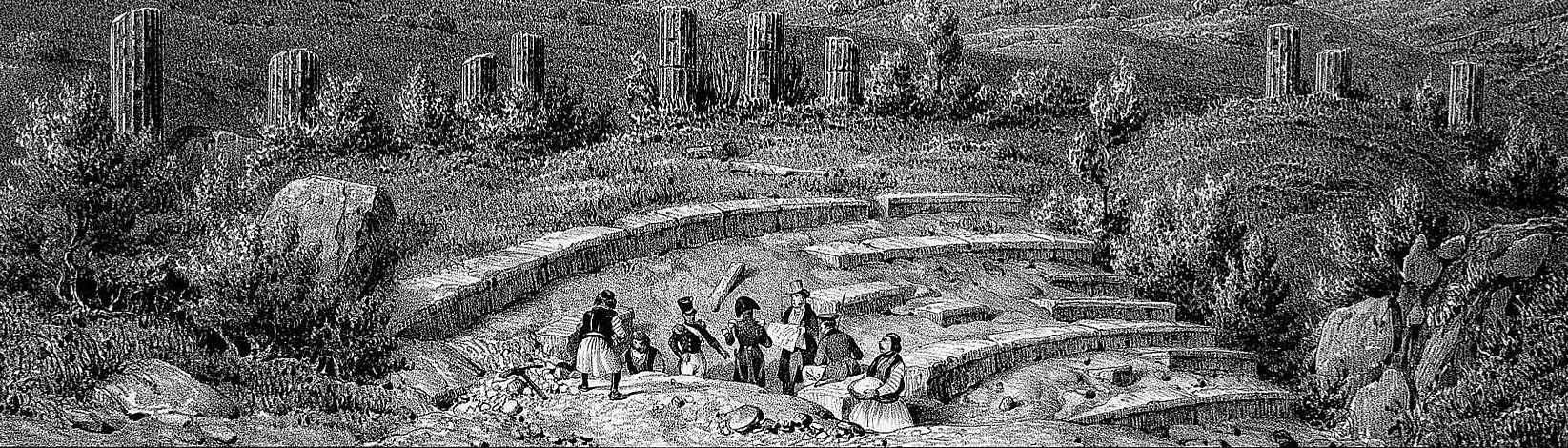
Baccuet, La spedizione esplora lo stadio di Messene.

La spedizione rinvenne anzitutto il celebre muro fortificato di Epaminonda in perfetto stato di conservazione, con le sue porte monumentali, una delle quali dotata di uno straordinario architrave lungo circa 6 metri. Questa cerchia muraria permise inizialmente di delimitare il sito e di fornire una pianta generale di Messene assai minuziosa e precisa. Si procedette poi alla campagna di scavi vera e propria, scoprendo molti frammenti delle gradinate dello stadio, tamburi e capitelli di colonne, portici, altari, bassorilievi, sculture e iscrizioni (rilevate da Charles Lenormant). Questi scavi permisero alla spedizione di definire piante precise delle fondazioni dei monumenti e anche di disegnare modelli restaurati dello stadio di Messene e del suo Heroon nonché del piccolo teatro o ekklesiasterion. La spedizione non trovò tuttavia molti monumenti, tra cui il gran teatro o la fontana di Arsinoe.

### Primi scavi archeologici di Olimpia e scoperta del tempio di Zeus

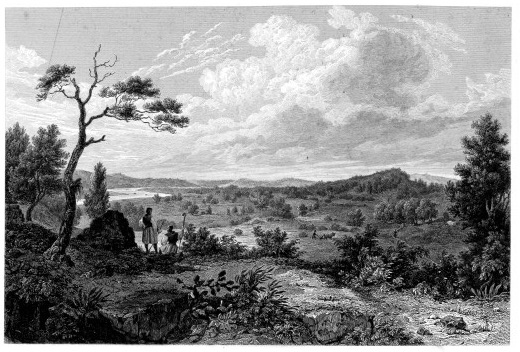
Blouet, vista della piana di Olimpia, 1831

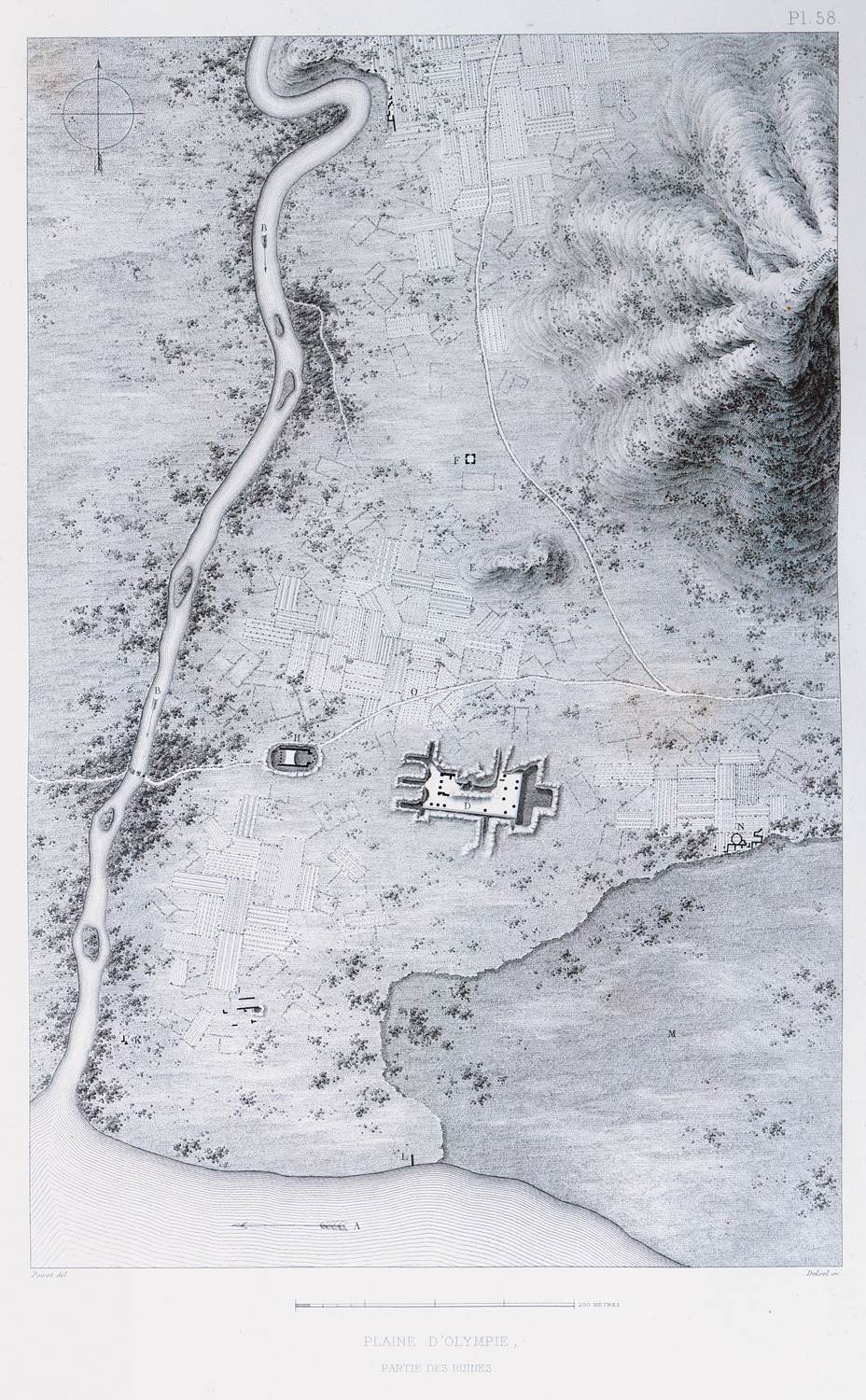
Posizione del tempio di Zeus nella piana dell'Alfeo (Blouet, 1831)

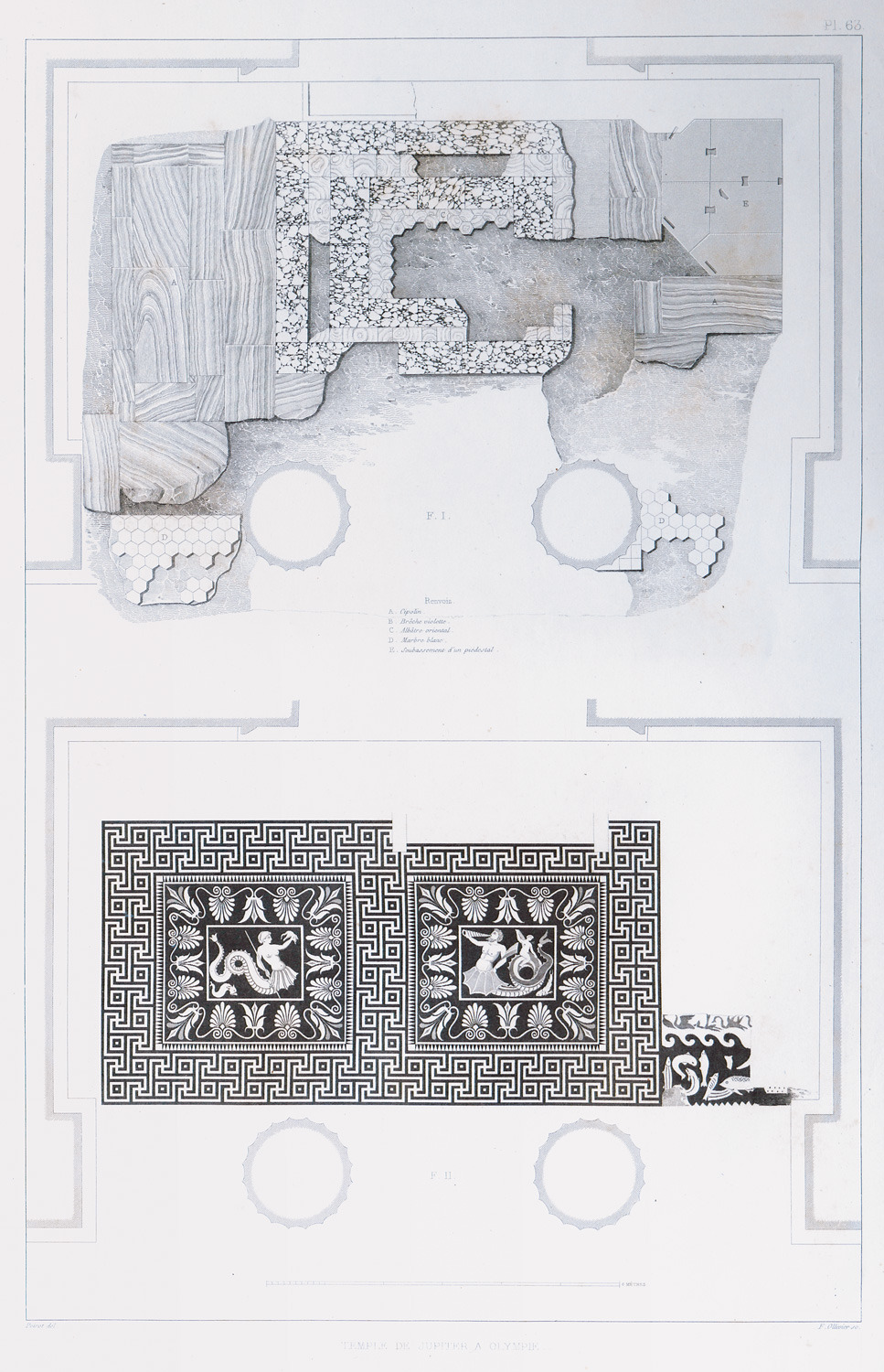
Blouet, frammenti dal tempio di Zeus, 1831

Dal 10 maggio 1829 la spedizione passò 6 settimane ad Olimpia, dove Dubois della sezione Archeologia, e Abel Blouet della sezione architettura e scultura intrapresero i primi scavi, accompagnati dai pittori  Frédéric de Gournay, Pierre Achille Poirot, Pierre Félix Trézel et Amaury-Duval con più di un centinaio di operai.
Il sito di Olimpia era stato riscoperto dall'antichista inglese Richard Chandler nel 1766. Era stato poi visitato da molti viaggiatori-antiquari come Fauvel che viaggiava in supporto a Choiseul-Gouffier nel 1787, da François Pouqueville nel 1799, da William Martin Leake nel 1805, da William Gell nel 1806 e da Charles Robert Cockerell nel 1811. 
L'esplorazione generale da parte degli archeologi della spedizione di Morea fu consentita dalle descrizioni più precise di Edward Dodwell nel 1806 (effettuate per Dubois) e alla mappa stabilita da John Spencer Stanhope nel 1813 (per Blouet). La maggior parte degli edifici era in effetti invisibile perché, come notava Blouet, dovevano essere ricoperti da una spessa coltre di sedimenti alluvionali prodotti nelle ripetute esondazioni dei fiumi Alfeo e Cladeo.
Restava in vista solo un grande frammento di colonna dorica. Era già stato avvistato dai viaggiatori precedenti, perché gli abitanti dei villaggi vicini avevano scavato delle trincee per appropriarsi del marmo, ma nessuno l'aveva attribuito con certezza al tempio di Zeus. Si trattava dunque di trovare delle prove circa l'attribuzione al tempio, cosa che gli scavi permisero di dimostrare, per la prima volta. Dubois cominciò a scavare sulla scorta delle indicazioni fornite da Huyot, e in effetti vennero alla luce le prime basi delle due colonne del pronao e alcuni piccoli frammenti scolpiti. Gli operai furono messi a scavare la facciata anteriore (Dubois) e quella posteriore (Blouet) del tempio, per definirne il più possibile le dimensioni
. Per l'identificazione furono cruciali le descrizioni precise delle sculture, degli elementi strutturali del tempio e delle metope con le dodici fatiche di Eracle fornite da Pausania che aveva visitato il sito nel II secolo. Queste sculture, che testimoniano l'inizio dell'arte classica e dello stile severo colpirono fortemente gli archeologi sul posto e poi all'Accademia di Parigi per la novità dello stile fortemente naturalistico.

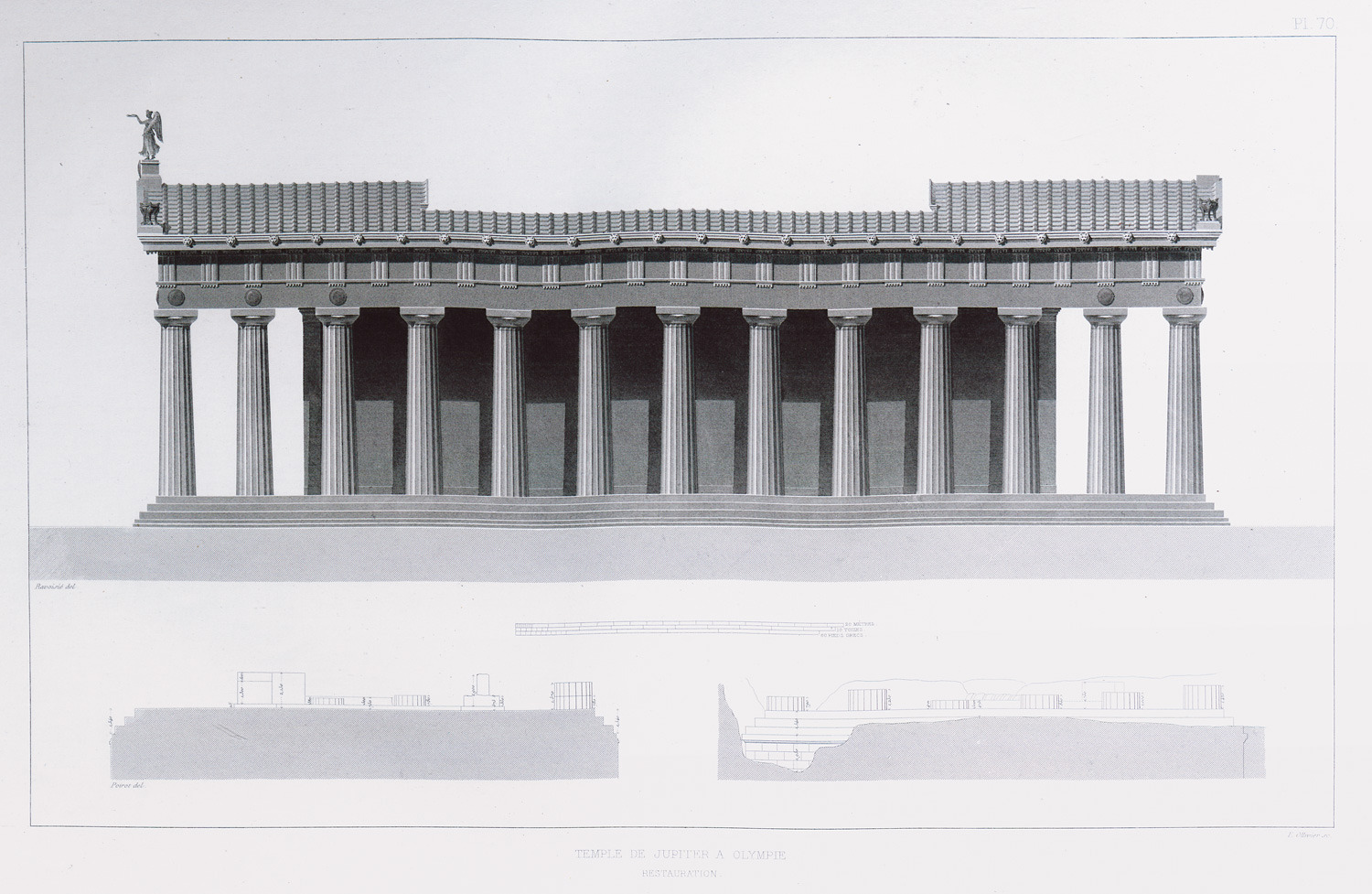
Ipotesi ricostruttiva del tempio di Zeus Olimpio (Blouet, 1831)

Come era stato fatto a Messene, il sito fu descritto in una griglia topografica, furono scavate trincee, praticati sondaggi in linea, immaginate ricostruzioni: l'archeologia smetteva di essere una semplice caccia al tesoro, si razionalizzava, diventava scientifica. La caratteristica principale della spedizione scientifica di Morea risiede in effetti nel suo totale disinteresse per il saccheggio, la caccia ai tesori e il contrabbando di antichità. Blouet rifiuta gli scavi che rischiano di danneggiare i monumenti e vieta di mutilare le statue per trarne dei frammenti che egli considera privi di interesse, se separati dal resto, al contrario di quanto aveva fatto, per esempio, lord Elgin 25 anni prima sul Partenone. Per questa ragione le tre metope del tempio di Zeus scoperte ad Olimpia furono trasferite al Museo del Louvre intere e con l'autorizzazione del governo di Giovanni Capodistria, mentre - testimonia Amaury-Duval - molte opere preziose furono reinterrate allo scopo di proteggerle.
Questa volontà di proteggere l'integrità del monumento mostrava un vero e proprio progresso epistemologico.

### La Grecia bizantina
L'interesse dei francesi non si limitò all'antichità classica. Lungo il loro percorso descrissero, rilevarono le piante e disegnarono minuziosamente anche i monumenti bizantini. Fino ad allora i viaggiatori avevano ignorato la Grecia medievale e moderna, esplorando soltanto i monumenti antichi. Blouet, in particolare, diede invece informazioni assai precise sulle chiese incontrate in Messenia; tra queste, a Navarino descrisse con cura la chiesa della Trasfigurazione, all'interno del Neokastro, oggi trasformata in area museale, a Osphino disegnò la chiesa del villaggio distrutto, a Modone  la chiesa di san Basilio, ad Androussa la chiesa di san Giorgio, a Itome il monastero della Panagías a Voulkano (ancora attivo e destinazione di pellegrinaggi).

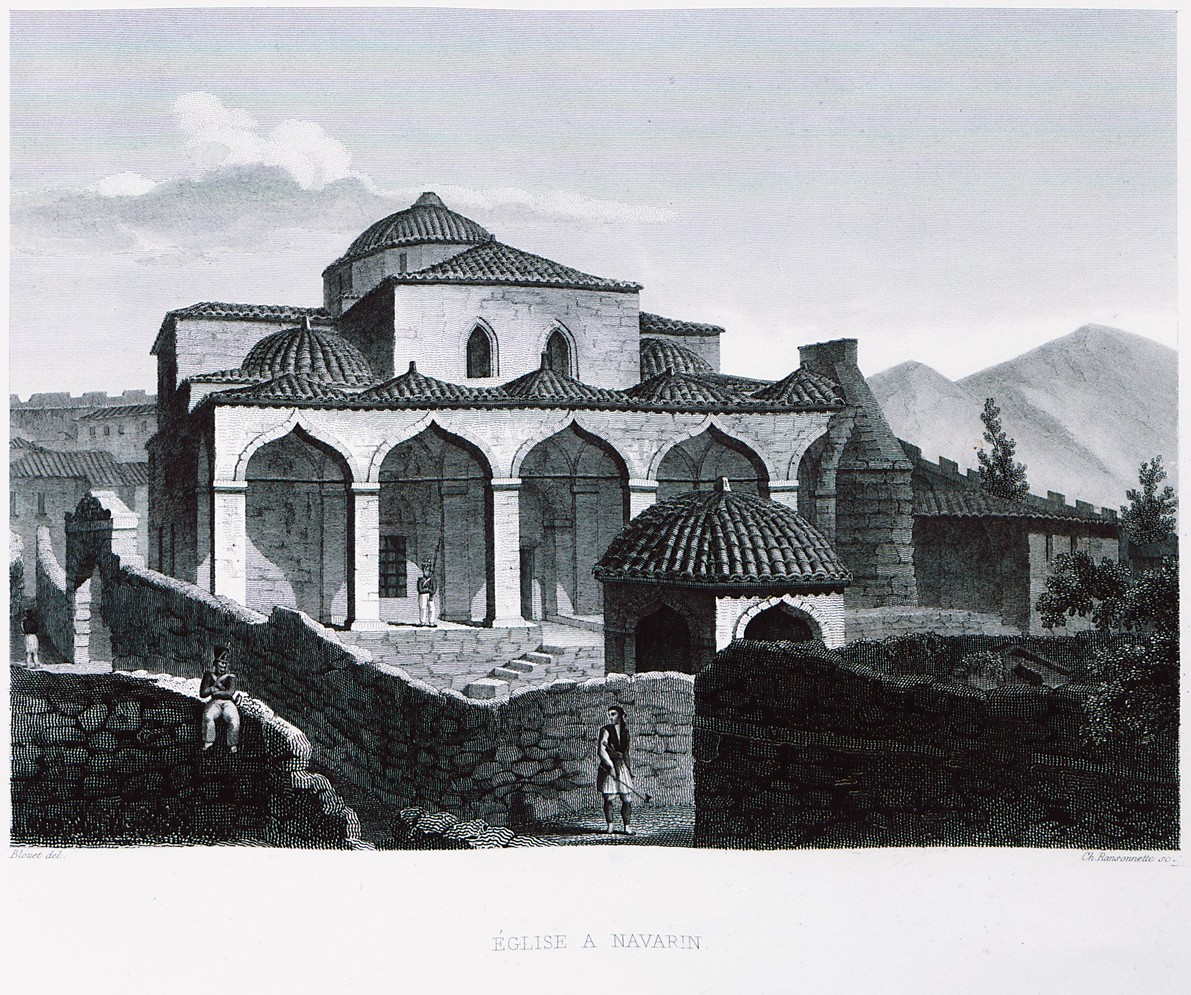
Chiesa della Trasfigurazione a Navarino, Blouet 1831
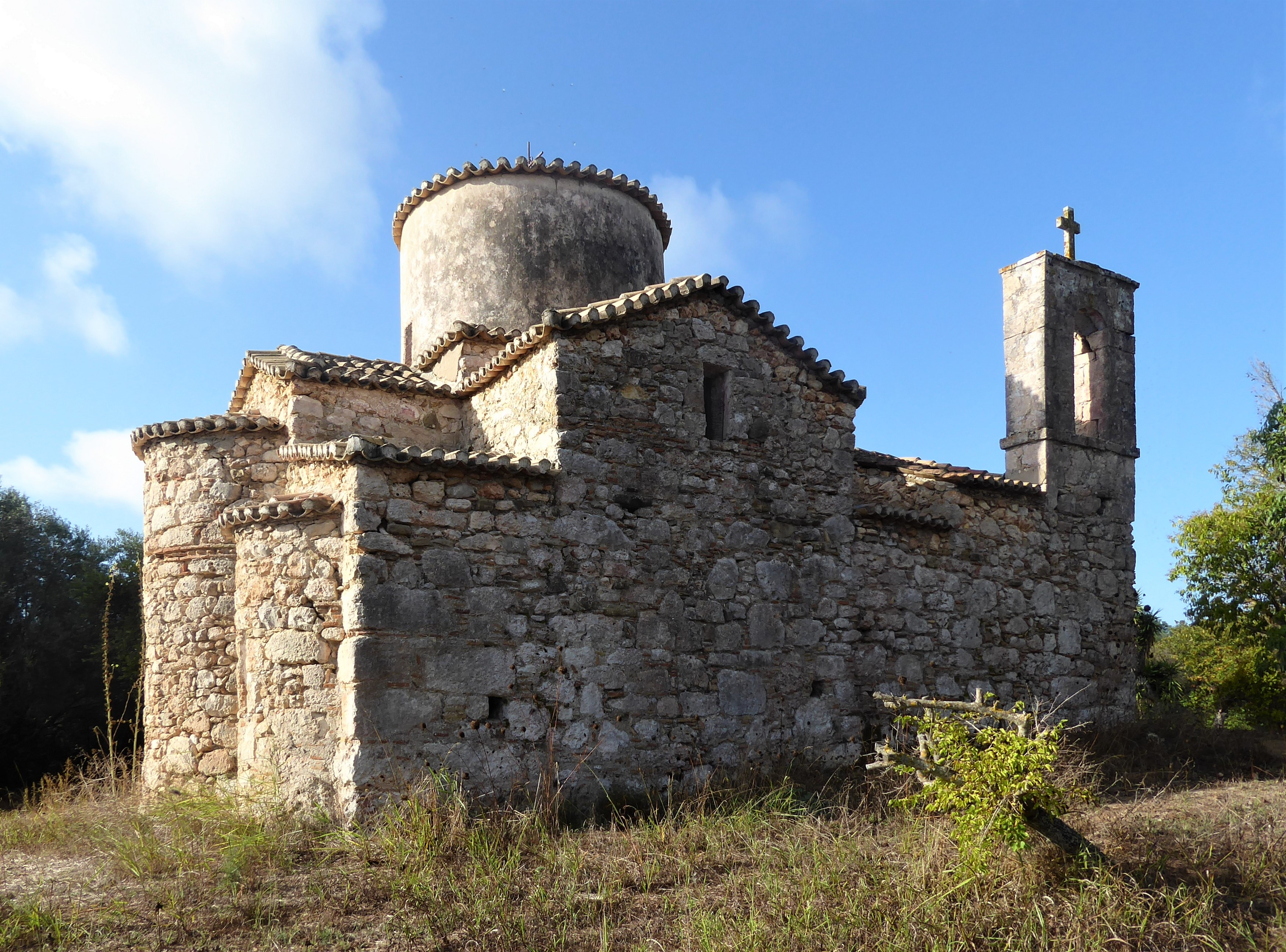
Chiesa di san Basilio a Modone (oggi)
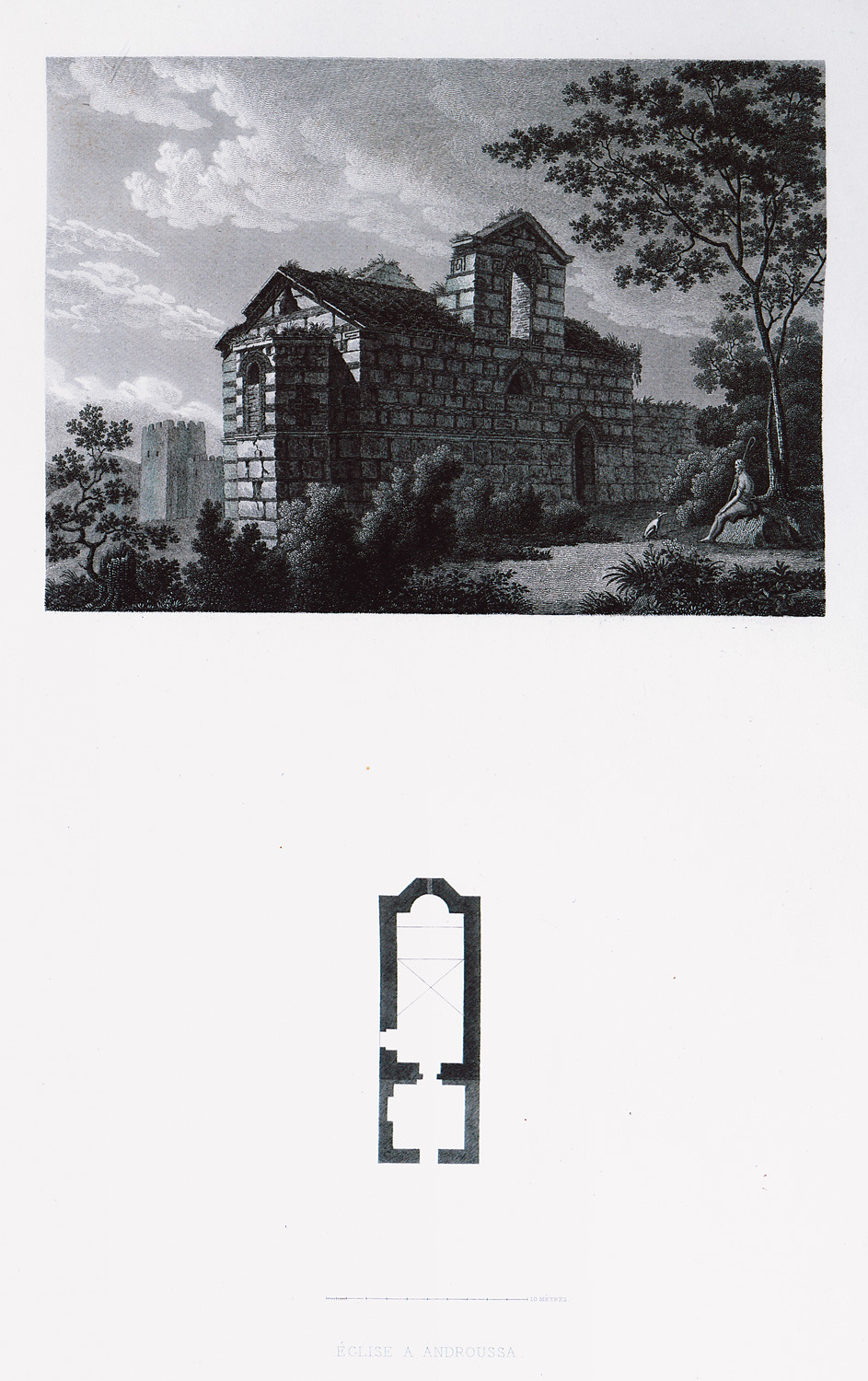
san Giorgio ad Androussa (Blouet, 1831)
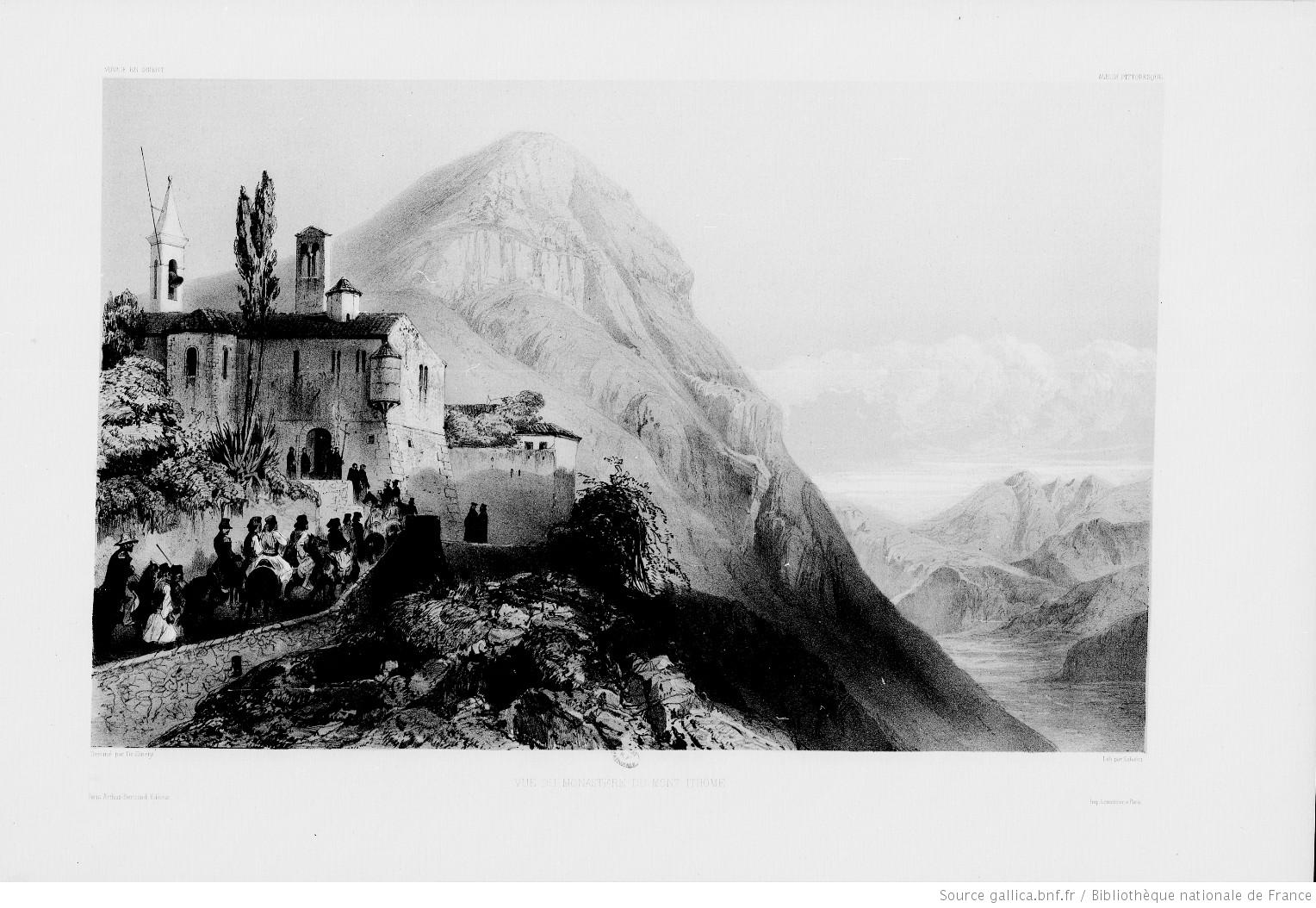
Voulcano, il monastero della Panagía (1847)
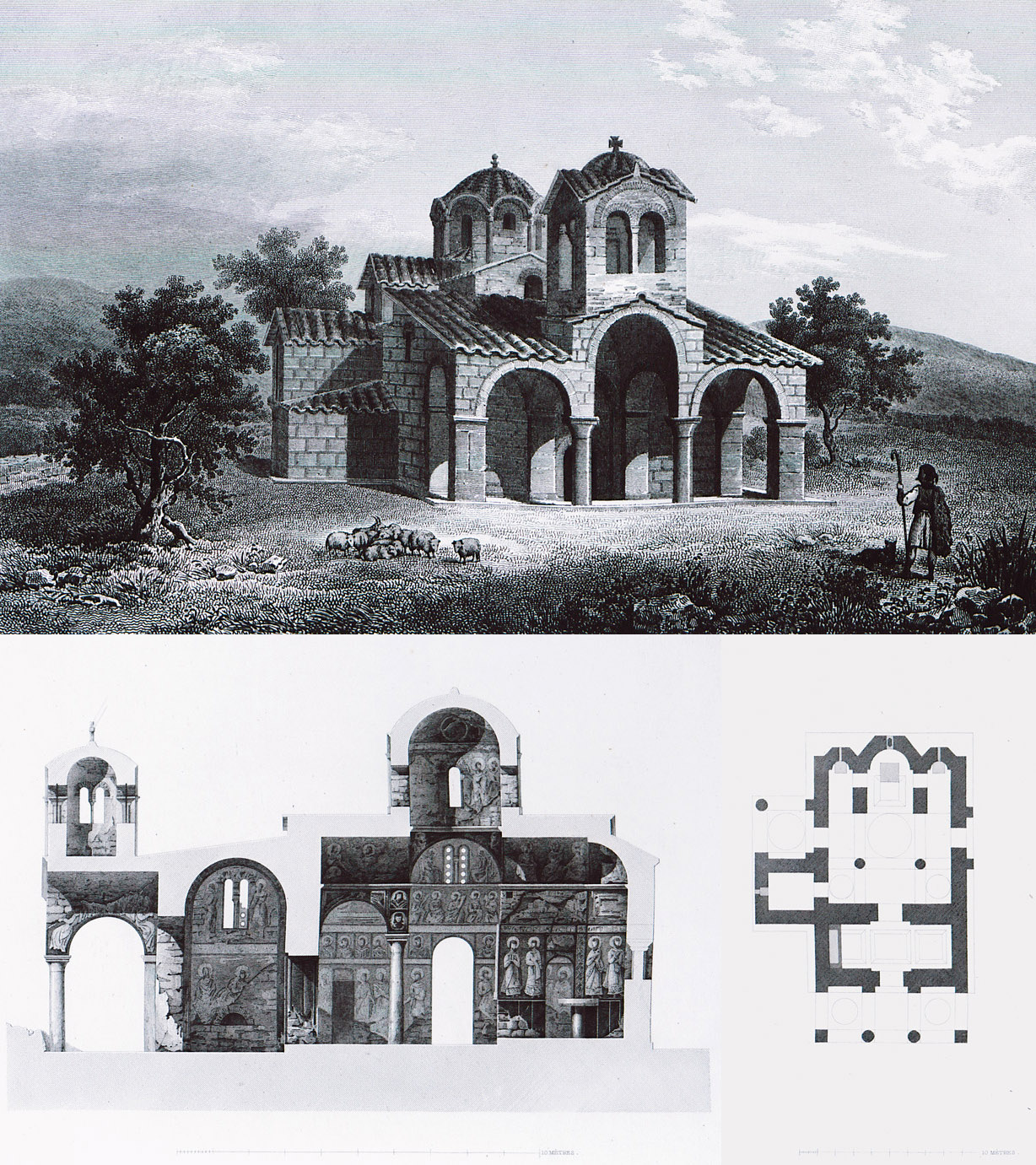
La chiesa di Samari (Blouet, 1829)

La spedizione scientifica di Morea evidenziò la necessità di creare una struttura stabile e permanente che consentisse di proseguire il lavoro della missione.
Nel 1846 fu così fondata la prima delle istituzioni archeologiche straniere di Atene - l'École française di Atene, allo scopo di "continuare sistematicamente e in permanenza l'opera iniziata così gloriosamente e felicemente con la spedizione scientifica di Morea".
Nel mondo dell'archeologia e della storia dell'arte greche la nascita dell'École française ebbe indubbiamente una funzione trainante. Seguirono infatti, entro il 1914, l'Istituto archeologico germanico di Atene (1874), la Scuola americana di studi classici di Atene (1881), la British School ad Atene (1886), l'Istituto archeologico austriaco ad Atene (1898), la Scuola archeologica italiana di Atene (1909).